# Adam Otto Wilhelm von Bistram
Adam Otto Wilhelm von Bistram (rusko Ада́м Ива́нович Би́стром), ruski general baltsko-nemškega rodu, * 1774, † 1828.
Bil je eden izmed pomembnejših generalov, ki so se borili med Napoleonovo invazijo na Rusijo; posledično je bil njegov portret dodan v Vojaško galerijo Zimskega dvorca.

## Življenje
1. januarja 1782 je kot navadni vojak vstopil v Preobraženski polk, nato pa je bil premeščen v Semjonovski polk. 1. januarja 1793 je bil kot stotnik premeščen v Finski lovski korpus. Naslednjega leta se je udeležil vojne proti poljski konfederaciji. 
V letih 1806−07 je bil poveljnik Litvanskega mušketirskega polka, s katerim se je boril proti Francozom. 12. decembra 1807 je bil povišan v polkovnika. 
6. marca 1808 je ponovno postal poveljnik Litvanskega mušketirskega polka, s katerim se je udeležil rusko-švedske vojne. 19. oktobra 1810 je bil polk preimenvoan v 33. lovski polk; njegov šef je postal 26. novembra istega leta.
Naslednje leto je postal poveljnik 3. brigade 11. pehotne divizije, s katero se je udeležil patriotske vojne. 28. aprila 1813 je bil povišan v generalmajorja in 1. januarja 1826 še v generalporočnika.